# Actium

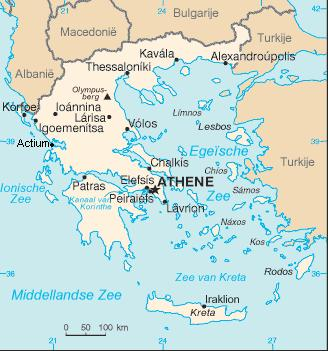
Kaart met de ligging van Actium.

Actium is de antieke naam voor het schiereiland in het noorden van Acarnania (aloude prefectuur in Griekenland) bij de mond van de Sinus Ambracius (Golf van Arta of Ambracische golf) tegenover het huidige Preveza aan de noordzijde van de zeestraat.
Het schiereiland, in het Grieks Άκτιο, (Άκτιον) geheten, heeft in de loop van de geschiedenis meerdere namen gekregen waaronder het middeleeuwse La Punta. Tegenwoordig wordt, naast de moderne naam Aktio of Aktion, ook de antieke naam Actium, met name in haar historische context, regelmatig gebruikt.
In tegenstelling tot een voorgebergte, dat de zuidelijke grens van het schiereiland markeert, is het landschap op het grootste deel van Actium vlak. Volgens de geschiedschrijver en geograaf Strabo stond er op een hoogte een antieke tempel ter ere van Apollo Actius met daaronder een vlakte met een groep bomen en een werf. De tempel werd later door Octavianus uitgebouwd als centrale omgeving om de vijfjaarlijkse Actia of Ludi Actiaci (opnieuw) te laten plaatsvinden. Op de noordelijke punt van Actium bevond zich een nederzetting die eveneens Actium heette.

## Geschiedenis
Actium behoorde oorspronkelijk toe aan de Korinthische kolonisten van Anactorium, die waarschijnlijk de cultus van Apollo Actius en de eerste Actia instelden. In de 3e eeuw v.Chr. viel het toe aan de Acarnaniërs, die hier hun synodes hielden.
Actium is echter vooral bekend als de plaats waar Octavianus op 2 september 31 v.Chr. zijn beslissende zege behaalde over Marcus Antonius. Deze slag beëindigde een lange reeks van onbesliste militaire operaties. Het uiteindelijke conflict was door Antonius zelf begonnen, waarvan gezegd wordt dat hij door Cleopatra VII overtuigd was zich terug te trekken uit Egypte en slag te leveren om zijn terugtocht te maskeren. Maar een mogelijke andere aanleiding tot de slag vormen gebrek aan voorraad en de groeiende demoralisering bij zijn troepen.
Na zijn overwinning op Marcus Antonius en Cleopatra VII stichtte Octavianus zo'n 7 kilometer ten noorden van de zeestraat de stad Nicopolis.